# انترپرایز دی‌بی
انترپرایز دی‌بی یک شرکت خصوصی است که برای پست‌گرس‌کیوال پشتیبانی در سطح تجاری ارائه می‌دهد.